# Фултон, Крейг
Крейг Фултон (англ. Craig Fulton, 6 ноября 1974, Солсбери, Зимбабве) — южноафриканский хоккеист (хоккей на траве), полузащитник и нападающий, тренер. Двукратный чемпион Африки 1996 и 2000 годов. Провёл 191 матч за национальную сборную ЮАР.

## Биография

### Ранние годы и учёба
Крейг Фултон родился 21 июня 1973 года в зимбабвийском городе Солсбери (сейчас Хараре).
Учился в средней школе для мальчиков в Претории, окончил Стелленбосский университет.

### Игровая карьера
До 1998 года играл в хоккей на траве в ЮАР за Северный Трансвааль, в 1999—2005 годах — в Англии за «Челмсфорд», в 2005—2010 годах — в Ирландии за «Пемброк Уондерерз».
В 1996 году вошёл в состав сборной ЮАР по хоккею на траве на летних Олимпийских играх в Атланте, занявшей 10-е место. Играл на позиции полузащитника, провёл 7 матчей, забил 1 мяча в ворота сборной США.
Дважды завоёвывал золотые медали чемпионата Африки 1996 и 2000 годов.
Дважды играл за сборную ЮАР на хоккейных турнирах Игр Содружества: в 1998 году в Куала-Лумпуре и в 2002 году в Манчестере, где южноафриканцы заняли 4-е место.
В 2002 году в составе сборной ЮАР играл на чемпионате мира в Куала-Лумпуре. Южноафриканцы заняли 13-е место.
В сентябре того же года пережил нападение грабителя, который проник в его дом в Претории и в борьбе нанёс Фултону семь ножевых ранений.
В 2004 году вошёл в состав сборной ЮАР по хоккею на траве на летних Олимпийских играх в Афинах, занявшей 10-е место. Играл на позиции полузащитника, провёл 7 матчей, забил 2 мяча (по одному в ворота сборных Индии и Египта).

### Тренерская карьера
Начал работать тренером параллельно игровой карьере. В 1999—2005 годах был играющим тренером «Челмсфорда», который в 2004 году вывел в высший дивизион. Также в этом время был тренером в школе Фелстед.
С 2005 года тренировал «Пемброк Уондерерз», с которым трижды выиграл чемпионат Ирландии (2006, 2009—2010), дважды — Кубок Ирландии (2008—2009). В 2009 году Фултон завоевал с командой второй по престижности еврокубок — Еврохоккейный клубный трофей.
В 2006—2009 годах параллельно был ассистентом главного тренера сборной Ирландии, где помогал Дэйву Пассмору и Полу Ревингтону.
В 2011—2014 годах работал в ЮАР, тренировал команду университета Претории и «Нозерн Блюз», был ассистентом главного тренера в женской (2011) и мужской (2013—2014) сборных страны.
В 2014 году занял пост главного тренера сборной Ирландии и в 2015 году привёл ирландцев к бронзовым медалям чемпионата Европы. В том же году был признан лучшим тренером года среди мужчин по версии Международной федерации хоккея на траве.
В мае 2018 года покинул сборную Ирландии и стал ассистентом главного тренера сборной Бельгии Шейна Маклеода. В этом качестве он стал чемпионом мира в декабре 2018 года, в 2019 году — чемпионом Европы и финалистом Пролиги. Начиная с сезона 2020/21 параллельно возглавляет мужскую команду брюссельского «Расинга».

## Семья
Брат Крейга Фултона Грант Фултон (род. 1973) также выступал за сборную ЮАР по хоккею на траве, участвовал в летних Олимпийских играх 1996 и 2004 годов.
Жена Натали Фултон (род. 1977) играла за женскую сборную ЮАР по хоккею на траве, участвовала в летних Олимпийских играх 2004 года. Фултоны стали первой супружеской парой, которые представляли ЮАР на одной Олимпиаде.